# 윈시구

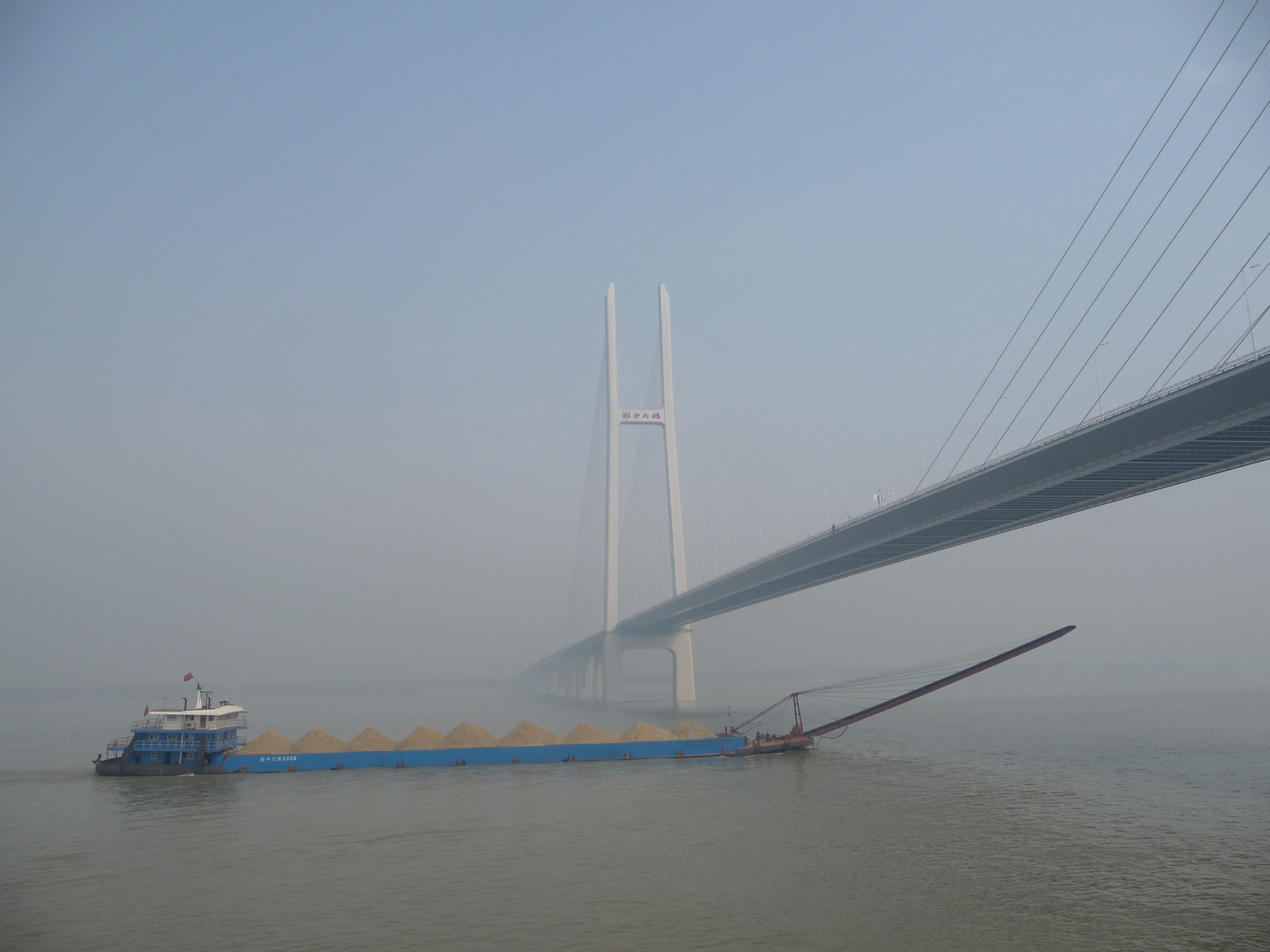

윈시구(한국어: 운계구, 중국어: 云溪区, 병음: Yúnxī Qū)는 중화인민공화국 후난성 웨양 시의 현급 행정구역이다. 넓이는 417km2이고, 인구는 2007년 기준으로 160,000명이다.

## 행정 구역
3개 가도, 2개 진을 관할한다.
- 가도: 长岭街道, 云溪街道、松杨湖街道
- 진:  陆城镇, 路口镇